# Santuario della Madonna della Stella (Cellatica)
Il santuario della Madonna della Stella è un edificio di culto cattolico situato tra i comuni di Concesio, Cellatica e Gussago, in provincia di Brescia.
Il santuario si trova sul colle Selva a circa 400 m s.l.m., che separa i tre comuni bresciani.

## Storia
La storia di questo santuario parte da una leggenda popolare molto antica.
Si narra che il 31 maggio del 1536, la Madonna sia apparsa ad un pastore sordomuto di Gardone Val Trompia, intento a pascolare le pecore nei colli tra San Vigilio e Cellatica.

Il pastore ricevette dalla Madonna l'ordine di invitare gli abitanti dei paesi circostanti a dedicarle un luogo di culto in quel luogo, e come ricompensa riacquistò l'uso della parola.
Già il 23 giugno 1536, un decreto della diocesi bresciana dava la possibilità ai tre paesi coinvolti, San Vigilio, Cellatica e Gussago, di erigere un santuario in quella zona, e il 2 giugno del 1537 venne posta la prima pietra.
Il santuario venne ultimato nel 1539.
Dopo la conclusione dei lavori di costruzione della parte esterna della chiesa, venne eretto il primo altare, sopra il quale venne posto un quadro raffigurante i tre patroni dei paesi coinvolti nella costruzione: san Vigilio, san Lorenzo (Gussago), san Giorgio (Cellatica), insieme a san Fermo e san Gottardo.
Nel corso del XVII secolo vennero aggiunti l'altare dedicato Carlo Borromeo (1634), l'altar maggiore (1679), e i quadri della Flagellazione e Incoronazione di Cristo (1696).
Successivamente, a partire dal 1700, venne realizzato il muro di cinta al piazzale, e le due porte laterali che danno sull'altare maggiore.

## Descrizione

### Interno
All'interno della chiesa è possibile trovare un quadro della Madonna con bambino dipinto dal Romanino, mentre all'esterno è possibile trovare una statua in bronzo di Paolo VI, molto devoto a questo luogo sacro, realizzata dallo scultore Luciano Minguzzi e benedetta da papa Giovanni Paolo II in occasione della sua visita in terra bresciana nel settembre del 1982.